# Die Orchideen, ihre Beschreibung
Die Orchideen, ihre Beschreibung (abreviado Orchideen) es un libro ilustrado con descripciones botánicas que fue escrito por el botánico y taxónomo alemán Rudolf Schlechter, autor de varios trabajos sobre orquídeas. Fue publicado en el año 1914 con el nombre de Orchideen, ihre beschreibung, kultur und züchtung; handbuch für orchideenliebhaber, züchter und botaniker.